# Nemognatha foveifrons
Nemognatha foveifrons es una especie de coleóptero de la familia Meloidae.

## Distribución geográfica
Habita en México.